# Fergus Falls (Minnesota)
Fergus Falls település az Amerikai Egyesült Államok Minnesota államában, Otter Tail megyében, melynek megyeszékhelye is. Lakosainak száma 14 119 fő (2020. április 1.).

## Népesség
A település népességének változása:

| 2010 | 13 138 |
| 2020 | 14 119 |